# Ebenbürtigkeit

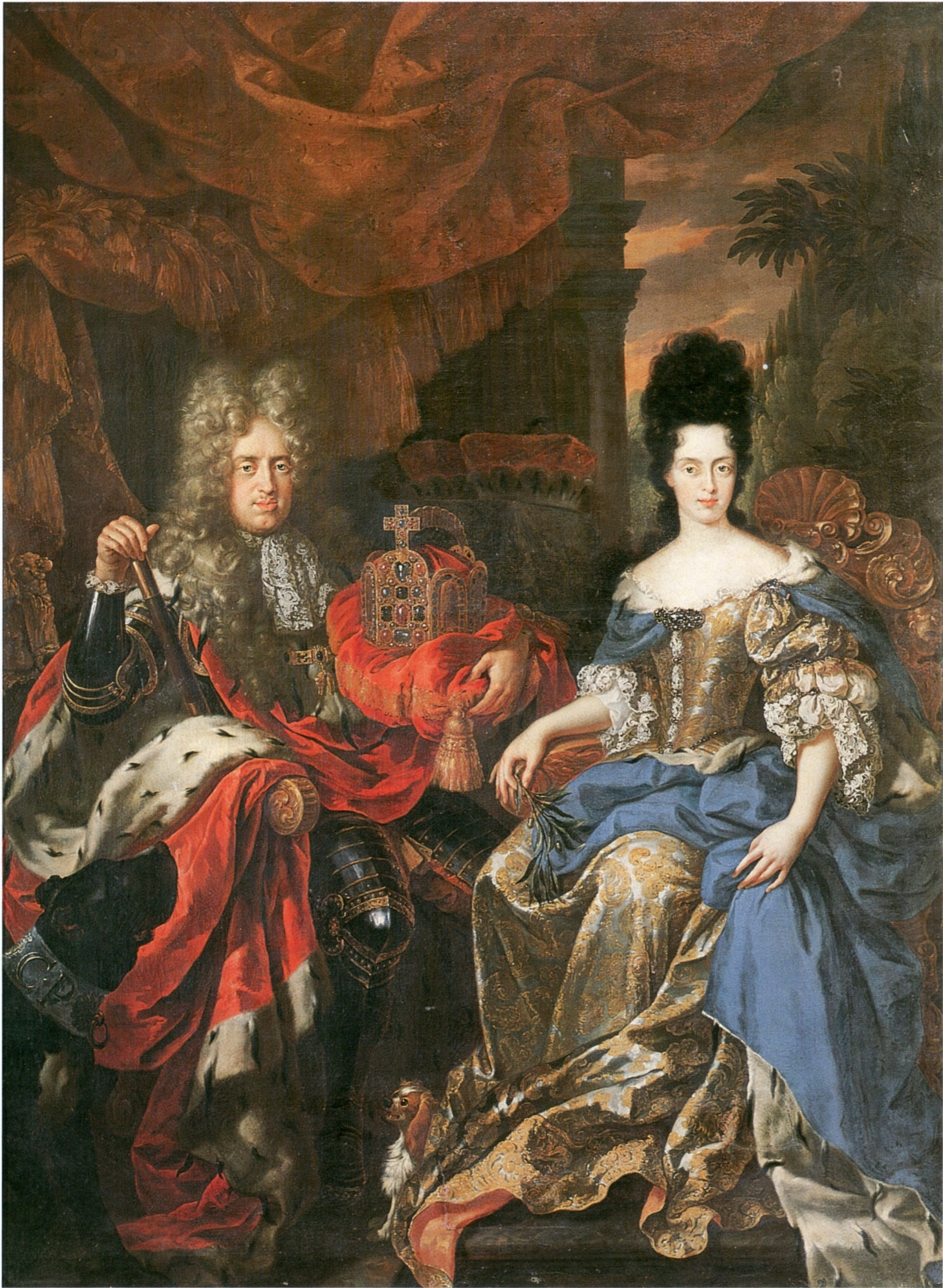
Doppelbildnis des Kurfürsten Johann Wilhelm von der Pfalz und seiner Gemahlin Anna Maria Luisa de’ Medici – Darstellung der Ebenbürtigkeit des Kurfürsten Johann Wilhelm von der Pfalz mit seiner Gattin Anna Maria Luisa de’ Medici in einem Herrscherbild

Ebenbürtigkeit bezeichnet die Standesgleichheit der Geburt nach.

## Ebenbürtigkeit im europäischen Adelsrecht
Ebenbürtigkeit galt früher beim Adel rechtlich als Bedingung einer standesgemäßen Ehe. Ebenbürtigkeit lag nicht vor bei Ehen zwischen Adeligen und Nichtadeligen, in manchen Fällen aber auch nicht bei Ehen zwischen Angehörigen des hohen Adels und des niederen Adels und sogar bei Heiraten zwischen verschiedenen Rangstufen des hohen Adels. Ehen, die diesen Regeln nicht entsprachen, wurden als Missheirat oder Mesalliance bezeichnet, rechtlich als Ehe zur linken Hand oder morganatische Ehe.
Die Maßstäbe dafür, wer als ebenbürtig angesehen wurde und wer nicht, waren in einzelnen Ländern, auch je nach historischer Epoche und in den beteiligten Familien unterschiedlich, siehe hierzu im Einzelnen die Darstellung der drei Abteilungen der fürstlichen Häuser im Artikel Hochadel. So waren die Standesschranken in Deutschland sehr viel höher als z. B. in England, wo die Heirat zwischen Angehörigen des Königshauses und Familien mit Peersrang oder auch zwischen den Peers und den Spitzen des Bürgertums zu keinen Rechtsnachteilen führte. Ein Beispiel für das gegenteilige Extrem war die Familie Habsburg, die als ebenbürtig nur solche Mitglieder des Hochadels anerkannte, die regierenden königlichen oder herzoglichen Häusern entstammten, nicht aber vormals regierenden oder rein titularfürstlichen Häusern. Mittels der sogenannten Adelsprobe konnte über die rein patrilineare Abstammung (Abstammung im Mannesstamm) hinaus auch die vollständige Genealogie einer Person ermittelt werden. Aufgrund der patriarchalischen Familien- und Gesellschaftsstrukturen war der unebenbürtige Teil in der weit überwiegenden Zahl aller Fälle die Frau, weil Männer bisweilen ihre Wahlfreiheit bei der Eheschließung auch entgegen den Ebenbürtigkeitsvorschriften durchsetzen konnten, freilich mit Konsequenzen, was für Frauen von vornherein undenkbar erschien, da sie dem Befehl ihrer Väter auch in Ehefragen zu gehorchen hatten.

## Rechtliche und wirtschaftliche Folgen
Eine standesgemäße Ehe war Voraussetzung dafür, dass gemeinsame Kinder den Stand und die damit verbundenen Rechte des Vaters erhielten (Succession). Dazu zählte bei regierenden Häusern die Thronfolge und im übrigen Adel die Erbberechtigung oder die Nutznießung an gebundenem Vermögen (Stamm- oder Hausvermögen, Fideikommiss) und Lehnsgütern. Die Frau blieb in einer nichtebenbürtigen Ehe ebenfalls vom Stand des Ehegatten ausgeschlossen. Sowohl die Frau als auch die Kinder einer nichtebenbürtigen Ehe hatten nur diejenigen vermögensrechtlichen Ansprüche an die Hinterlassenschaft des Vaters, die von der Voraussetzung der Ebenbürtigkeit unabhängig waren, also nicht gebundenes Grund- oder Geldvermögen. Solches war aber aufgrund der üblichen Enterbung selten vorhanden, auch hatten Mann und Kinder keinen Anspruch auf Apanage (in Form von zugeteilten Paragiengütern, regelmäßigen Geldzahlungen oder zumindest durch freie Kost und Logis auf Familienbesitzungen), morganatische Witwen keinen Anspruch auf das standesgemäße Wittum aus dem Dynastievermögen. Dies alles wirkte durch Jahrhunderte hindurch als entscheidendes Mittel der Disziplinierung, da für den Fall unebenbürtiger Eheschließungen den Betreffenden – bei fehlendem Erbe und fehlender Apanagierung, ferner weitgehend verschlossenen Berufswegen (außer dem Militär- oder Verwaltungsdienst, notfalls im Ausland) – faktisch der Entzug der materiellen Lebensgrundlage drohte.

## Historische Entwicklung
Als sich im Mittelalter die ständische Ordnung stärker ausdifferenzierte, setzte sich das Prinzip durch, dass bei einer Ehe, in der die Partner unterschiedlichen Ständen angehörten, die Kinder der „ärgern Hand“, d. h. dem jeweils niedereren Stand folgten. Dieser „Mangel“ konnte im Einzelfall mittels einer Standeserhöhung durch den Kaiser oder einen Landesherrn behoben werden.
Unterschieden wurde in Deutschland zwischen niederem Adel (Ritterschaft), Grafenstand und Fürstenstand (Hochadel), deren Umgang mit der Ebenbürtigkeit sich auch unterschiedlich entwickelte. Am längsten hielt der Hochadel daran fest.

### Niederer Adel

#### Deutschland und Österreich
Kinder aus unebenbürtigen Ehen des niederen deutschen und österreichischen Adels bis einschließlich zum Grafen gehörten – allerdings unter der Voraussetzung einer Genehmigung durch den Landesherrn – zumeist dem Adel an, uneheliche Kinder, sogenannte Bastarde, jedoch nur sehr selten, und zwar wenn sie durch Adelsbrief ausdrücklich geadelt wurden. (Gelegentlich führten sie jedoch den Namen des Vaters mit von-Prädikat, ohne dass sie in den Adel aufgenommen waren.)
Mit dem schrittweise erfolgenden Verlust der Adelsprivilegien seit dem Ende des 18. Jahrhunderts wurden zunächst bei Heiraten des niederen Adels die bürgerlichen Rechtsregeln angewandt, so dass bei Heiraten zwischen adligen Männern und nichtadligen Frauen diese und ihre gemeinsamen Nachkommen den Stand des Mannes erlangten. In Preußen wurden die Ebenbürtigkeitsvorschriften des Allgemeinen Preußischen Landrechts von 1794 (II, 1, §§ 30–33), die Ehen zwischen Adligen und „Weibspersonen aus dem Bauer- oder geringerem Bürgerstande“ regelten, 1854 ganz aufgehoben. Das Beharren auf ebenbürtigen Ehepartnern wurde so ausschließlich zu einer Sache des Sozialprestiges, hatte aber keine rechtliche Bedeutung mehr. Auch die ökonomische Entwicklung spielte beim Wandel der sozialen Normen eine Rolle: Je mehr die agrarischen Gutswirtschaften in der zweiten Hälfte des 19. Jahrhunderts in wirtschaftliche Schwierigkeiten gerieten, umso akzeptabler erschien die Hochzeit mit einer reichen Erbin aus angesehener bürgerlicher Familie als Möglichkeit, sich finanziell zu sanieren. Trotz des auch in Adelskreisen damals verbreiteten Antisemitismus kamen schließlich auch Frauen aus assimilierten jüdischen Familien als Ehepartner in Betracht.

#### Europa
Auch im niederen Adel anderer europäischer Staaten war die Entwicklung ähnlich. Bis heute sind Eheschließungen mit „Standesgenossen“ verbreitet.
Für die Entwicklung im Vereinigten Königreich: siehe den Hauptartikel Gentry.

### Hoher Adel
Anders verlief die Entwicklung beim hohen Adel. Bis zum Beginn des 20. Jahrhunderts waren Eheschließungen der regierenden Familien nach politischen oder dynastischen Gesichtspunkten nicht nur allgemein üblich, sondern in den Hausgesetzen war die Ebenbürtigkeit der Eheschließungen vorgeschrieben. Diese waren auch wichtige diplomatische und machtpolitische Instrumente. So heiratete etwa 1252 der böhmische König Ottokar II. Přemysl nach dem Tod des letzten österreichisch-steiermärkischen Herzogs aus dem Hause der Babenberger dessen Schwester Margarete, die mit 47 Jahren älter als sein eigener Vater war, und konnte so seinen Machtbereich vom Erzgebirge zeitweise bis zur Adria ausdehnen. Die Ehe blieb kinderlos und 1261 ließ er sich scheiden und heiratete die 16-jährige Kunigunde von Halitsch, die ihm Ansprüche auf die ungarische Krone eintragen sollte und etliche Kinder gebar.
Die Mitglieder der regierenden Häuser Europas gerieten durch die im Laufe der Jahrhunderte geschlossenen Ehen untereinander in schwer überschaubare Verwandtschaftsbeziehungen, die auf höchster Ebene – bisweilen erst Generationen später – auch zu überraschenden Wechseln der europäischen Machtkonstellationen führen konnten (etwa der Thronfolge des Hauses Hannover in Großbritannien 1714 oder des Hauses Bourbon in Spanien ebenfalls 1714, nach dem Spanischen Erbfolgekrieg). Infolge der territorialen Zersplitterung des Heiligen Römischen Reiches war hier die Zahl von Geschlechtern des hohen Adels besonders hoch, was die Auswahl potentieller Ehepartner erweiterte. Auch die regierenden Reichsfürsten oder Reichsgrafen konnten auf dem Erbweg Territorien hinzugewinnen. Vor allem hing das Prestige eines Hauses bei den anderen Höfen und unter den Standesgenossen davon ab und somit auch die Heiratsoptionen der nächsten Generation. Einzelfälle nicht-ebenbürtiger Eheschließungen wurden je nach Epoche und Region unterschiedlich behandelt, wie die Schicksale von Agnes Bernauer, Eleonore d’Olbreuse, Anna Plochl oder Sophie Chotek zeigen.
Um 1803–1815 wurden durch die Mediatisierung zahlreiche Grafen- und Fürstenhäuser ihrer Regierungsgewalt enthoben; in der Deutschen Bundesakte wurde allerdings ihre Ebenbürtigkeit mit den weiterhin regierenden Häusern bestätigt, einerseits um eine weitere Brüskierung dieser einflussreichen und verwandten Familien zu vermeiden, andererseits um den regierenden Bundesfürsten und ihren Angehörigen ein ausreichendes Reservoir an potentiellen Ehepartnern zu erhalten. Die hohe Zahl der deutschen Fürstenhäuser stellte vom 17. bis ins 20. Jahrhundert auch für die nicht-deutschen regierenden Häuser Europas das bei weitem größte Reservoir ebenbürtiger Ehepartner dar. Das herzogliche Haus Sachsen-Coburg und Gotha beispielsweise galt im 19. Jahrhundert als das „Gestüt Europas“ (spöttische Bezeichnung durch Otto von Bismarck), da es auf diese Weise auf etliche Königsthrone gelangte. Mit der Personalunion Großbritanniens mit dem Kurfürstentum Hannover ab 1714 kamen die kontinentalen Ebenbürtigkeitsregeln des Hauses Hannover auch auf die britischen Inseln, allerdings mit hausgesetzlicher und erbrechtlicher Gültigkeit nur für das Kurfürstentum. William Frederick, 2. Duke of Gloucester and Edinburgh galt beispielsweise als britischer Prinz, nicht aber als erbberechtigter Herzog zu Braunschweig und Lüneburg, weil sein Vater William Henry mit Maria Walpole eine britische Bürgerliche geehelicht hatte.
Die früheren Dynastien Plantagenet, Tudor oder Stuart hatten Ebenbürtigkeitsvorschriften noch nicht gekannt. In England, Schottland und Irland gab es nur Peers (einschließlich der Titularherzöge), jedoch keine regierenden Kleinfürsten, weshalb die mittelalterlichen englisch-irischen und schottischen Könige – neben vom Kontinent importierten Prinzessinnen – häufig auch Töchter von Peers heirateten. Solche Eheschließungen wurden auch in der Neuzeit nicht beanstandet (wie bei König Georg VI. und Elizabeth Bowes-Lyon und zuletzt bei dessen Enkel Prinz Charles mit Lady Diana Spencer). Allerdings hatten seit Jakob II. (der in erster Ehe mit Anne Hyde verheiratet gewesen war, in zweiter aber mit einer Prinzessin) alle britischen Monarchen bis einschließlich Georg V. ihre Ehepartner aus dem kontinentalen (zumeist deutschen) Hochadel gewählt, was insbesondere für das von 1714 bis 1901 regierende Haus Hannover auch hausgesetzlich vorgeschrieben war. Auch die spätere Königin Elizabeth II. hatte noch 1947 mit Prinz Philip von Griechenland und Dänemark einen Ehemann aus einem regierenden Königshaus geheiratet.
Die um 1806 mediatisierten deutschen Fürstenhäuser (nunmehr Standesherren genannt) versuchten in der Folgezeit, ihren realen Statusverlust durch eine Betonung ihrer formalen Gleichrangigkeit mit den Mitgliedern regierender Häuser zu kompensieren, die auch in einem zähen Festhalten am Prinzip der Ebenbürtigkeit in ihren eigenen Hausgesetzen zum Ausdruck kam. Das regierende Haus Habsburg-Lothringen hielt – trotz der von ihm für das Kaisertum Österreich mit unterzeichneten Deutschen Bundesakte von 1815 – zumeist an dem Grundsatz fest, dass zumindest Söhne ihre Ehepartnerinnen möglichst aus regierenden Häusern wählen sollten, was die „Mediatisierten“ ausschloss. Doch auch bei den übrigen Bundesfürsten war die Brautwahl unter regierenden Häusern eine Prestigesache; zumindest unter den Erbprinzen war sie fast die Regel, aber auch unter den Agnaten kam sie weitaus häufiger vor als Eheschließungen mit standesherrlichen Partner(inne)n.
Die bloßen Titularfürsten, die kein eigenes, souveränes Territorium regierten oder je regiert hatten, sondern einem Landesherrn unterstanden, von dem sie den Titel eines Herzogs oder Fürsten verliehen bekamen, galten den Regierenden nicht als ebenbürtig. Ab 1763 konnte man im Almanach de Gotha die Stellung der europäischen regierenden Häuser und ihre Eheschließungen nachlesen.
Die französische Herrschaft über Europa unter Napoléon Bonaparte Anfang des 19. Jahrhunderts brach die Ebenbürtigkeitsregeln der regierenden deutschen Fürstenhäuser zeitweilig auf. Die Dominanz des Französischen Kaiserreiches zwang viele Fürsten, eheliche Verbindungen mit der Familie Bonaparte sowie dem bürgerlichen und kleinadligen Umfeld des selbsternannten Kaisers einzugehen, von dem sie selbst vielfach Rangerhöhungen erhalten hatten. So heiratete
- Eugène de Beauharnais, Stief- und Adoptivsohn Napoléons, 1806 Auguste von Bayern, Tochter König Maximilian I. Josephs,
- Jérome Bonaparte, Bruder Napoléons und von ihm zum König des Satellitenstaates Westphalen ernannt, 1807 Katharina von Württemberg, Tochter König Friedrichs,
- Louis-Alexandre Berthier, Maréchal d’Empire, 1808 Maria Elisabeth in Bayern, Tochter Herzog Wilhelms in Bayern und Nichte König Maximilian I. Josephs von Bayern.
- Antoinette Murat, Nichte von Napoléons Schwager Joachim Murat, 1808 den Prinzen und späteren Fürsten Karl von Hohenzollern-Sigmaringen,
- Stéphanie de Tascher de La Pagerie, Nichte von Napoléons Gattin Joséphine, 1808 den Herzog Prosper Ludwig von Arenberg (1816 kinderlos geschieden)
- Louis Comte de Tascher de La Pagerie, Vetter von Napoléons Gattin Joséphine, 1810 die Prinzessin Amalie (1789–1870), Tochter des Fürsten Philipp von der Leyen
- Flaminia Rossi, Nichte von Napoléons Schwager Felix Baciocchi, 1810 den Prinzen und späteren Fürsten Florentin zu Salm-Salm
- und Napoléon I. selbst schließlich 1810 Marie-Louise von Österreich, die Tochter Kaiser Franz I. von Österreich.

Diese Ehen blieben auch nach dem endgültigen Machtverlust Bonapartes 1815 bestehen, wenngleich kaum mehr neue mit dem politisch irrelevant gewordenen napoleonischen Adel eingegangen wurden (siehe: Ebenbürtigkeit und Heiratspolitik der Bonaparte). Die aus ihnen hervorgegangenen Kinder galten in den allermeisten Fällen als ebenbürtig und heirateten wie etwa im Falle der Kinder Eugène de Beauharnais' selbst in den höchsten europäischen Adel ein. Das Haus Bonaparte wurde allerdings in der Folge gemieden und nicht als ehemaliges regierendes und damit ebenbürtiges Haus anerkannt. Selbst als Bonapartes Neffe als Napoléon III. das Zweite Kaiserreich begründet hatte und zu einem der mächtigsten Männer Europas aufgestiegen war, versagten ihm deutsche Fürsten eine Heirat mit zwei Prinzessinnen, sodass er schließlich 1853 mit Eugénie de Montijo eine spanische Gräfin heiraten musste, immerhin die Tochter des 13. Herzogs von Peñaranda del Duero. Die britische Zeitung The Times schrieb dazu: „Wir erfahren mit einem gewissen Amüsement, dass dieses romantische Geschehen in den Annalen Frankreichs größte Opposition hervorgerufen hat und zu maßloser Irritation führte. Die kaiserliche Familie, der Ministerrat und sogar die niederen Hofangestellten betrachten diese Ehe als unglaubliche Demütigung...“
Auch das während der napoleonischen Ära aus dem Bürgerstand in den Hochadel aufgestiegene Haus Bernadotte behielt seine Stellung und stellt seit 1818 die Könige von Schweden; es wandte seinerseits die alten Ebenbürtigkeitsregeln der schwedischen Monarchie auf seine Eheschließungen an, was dazu führte, dass 1892 und erneut 1951 der luxemburgische Titel Graf von Wisborg an vier ehemalige schwedische Prinzen verliehen wurde, die auf ihre königlich-schwedischen Titel hatten verzichten müssen.
Auch nach der Aufhebung der Adelsvorrechte in der Weimarer Republik 1919 blieben ebenbürtige Eheschließungen unter den ehemals regierenden und standesherrlichen Familien noch für einige Generationen die Regel und kommen bis heute vor. Neben Tradition und Prestige spielt bei der Eheschließung d’égal à égal auch die Beibehaltung des gewohnten Milieus sowie Verwandten- und Freundeskreises eine Rolle. Auch das Genealogische Handbuch des Adels trug dem Rechnung: Söhne aus der „Ersten Abteilung“ (regierende und vormals regierende Häuser), die nicht ebenbürtig heirateten, wurden in eine neu geschaffene „Abteilung III B“ verschoben. Doch anders als zu Zeiten der Monarchie, als Söhne aus bundesfürstlichen Häusern im Falle nicht ebenbürtiger Eheschließungen ihre Titel verloren und stattdessen minderrangige Morganatentitel erhielten, können sie ihre zum Familiennamen gewordenen Titel beibehalten.
Da mit dem Fortschreiten der Generationen die Hausgesetze immer weniger eingehalten wurden und schließlich selbst viele Chefs der Häuser der Ersten Abteilung, einschließlich europäischer Thronfolger und Monarchen, die Hausgesetze ignorierten (oder sich und ihren Angehörigen großzügige „Ausnahmegenehmigungen“ erteilten, Beispiele siehe unten), ist auch diese Einteilung inzwischen obsolet.

### Feststellung der Grundgesetzwidrigkeit, Erbrecht
Das Grundgesetz stellte schon 1949 in Art. 3 Abs. 1 GG die rechtliche Gleichheit aller Menschen fest. In Art. 6 GG normierte es zudem – so die herrschende Auslegung – auch die Eheschließungsfreiheit des Menschen. Das Bundesverfassungsgericht hatte sich allerdings erst verhältnismäßig spät, nämlich zu Beginn des 21. Jahrhunderts, mit dem Spezialfall der Ebenbürtigkeitsregelungen zu beschäftigen.
Zuvor hatte der Bundesgerichtshof mit Beschluss vom 2. Dezember 1998 (Az.: IV ZB 19/97) in einer Nachlasssache entschieden: „Ein Erblasser, dem aus Gründen der Familientradition am Rang seiner Familie nach den Anschauungen des Adels liegt, kann für seinen von der Herkunft der Familie geprägten Nachlass letztwillig wirksam anordnen, dass von seinen Abkömmlingen derjenige nicht sein alleiniger Nacherbe werden kann, der nicht aus einer ebenbürtigen Ehe stammt oder in einer nicht ebenbürtigen Ehe lebt.“
Dem lag folgender Sachverhalt zugrunde: Von vier Söhnen Louis Ferdinands von Preußen heiratete nur einer der jüngeren Söhne, Louis Ferdinand jr., hausgesetzmäßig eine Gräfin aus mediatisiertem Fürstenhaus; die Ehe des jüngsten Sohnes Christian Sigismund mit einer niederadligen Gräfin war vom Vater ausnahmsweise als hausgesetzmäßig anerkannt worden. Der Vater Louis Ferdinands, Kronprinz Wilhelm, hatte durch Erbvertrag mit seinem Vater, dem exilierten Kaiser Wilhelm II., und seinem Sohn Louis Ferdinand festgelegt, dass jeder Nachkomme vom Erbe ausgeschlossen sei, der „nicht aus einer den Grundsätzen der alten Hausverfassung des Brandenburg-Preußischen Hauses entsprechenden Ehe stammt oder in einer nicht hausverfassungsmäßigen Ehe lebt“. Dagegen klagten nach dem Tode Louis Ferdinands († 1994) die dadurch vom Erbe ausgeschlossenen beiden älteren Söhne, Friedrich Wilhelm und Michael.
Der Rechtsstreit wurde vom BGH an das Landgericht Hechingen zurückverwiesen, das zu prüfen hatte, welche Anwärter auf das Erbe der Ebenbürtigkeitsklausel genügten. Gegen dessen Beschluss vom 7. Dezember 2000 (Az.: 3 T 15/96), den nachfolgenden Beschluss des Oberlandesgerichts Stuttgart vom 21. November 2001 (Az.: 8 W 643/00) sowie den oben genannten Beschluss des BGH legte der zweitälteste Sohn Louis Ferdinands, Michael, Verfassungsbeschwerde beim Bundesverfassungsgericht ein. Dieses hat daraufhin alle genannten Beschlüsse aufgehoben.
In seiner Entscheidung vom 22. März 2004 (Az.: 1 BvR 2248/01) stellte das Gericht fest, dass das Ebenbürtigkeitsprinzip mit der Eheschließungsfreiheit nach Art. 6 Abs. 1 des Grundgesetzes unvereinbar ist. Entsprechende Verträge – um die es sich bei sog. „Hausgesetzen“ handelt – sind über die mittelbare Drittwirkung der Grundrechte als sittenwidrig zu betrachten.
Die Testierfreiheit sowie andere erbrechtliche Regelungen (etwa Erbvertrag) bleiben davon allerdings unberührt. In manchen Familien des Adels oder Hochadels werden, sofern zahlreiche Kinder vorhanden sind, diese bei Erreichen der Volljährigkeit zum notariellen Pflichtteilsverzicht bewogen, teils auch gegen Abfindung, sodass der historische Familienbesitz per Testament dann ungeteilt demjenigen (meist männlichen) Erben hinterlassen werden kann, der als Geeignetster angesehen wird. Damit soll einer Zerstreuung des Familienvermögens vorgebeugt und die Erhaltung historischer Besitzungen im Mannesstamm der Familie ermöglicht werden. Wenn dabei neben persönlichen Eigenschaften des Erben auch die Persönlichkeit von dessen Ehepartnerin in die Beurteilung einfließt, ist dies juristisch nicht anfechtbar, einschließlich ihrer familiären Herkunft – solange diese nicht ausdrücklich genannt oder zum abstrakten Kriterium für die Zukunft gemacht wird.

### Weiterbestehen im Vereinsrecht
Nach der gegenwärtigen Auffassung der Vereinigung der Deutschen Adelsverbände bestimmt sich die Zugehörigkeit zum historischen Adel nach der Lex Salica, d. h. ausschließlich durch Weitergabe im Mannesstamm. Demnach erwirbt eine nichtadlige Frau durch Heirat mit einem adligen Mann die Zugehörigkeit zum Adel („adelige Namensträgerin“), nicht aber der Mann durch Heirat mit einer adligen Frau. Sollte er gemäß den Möglichkeiten des geltenden deutschen Namensrechts sich dazu entscheiden, den adeligen Nachnamen seiner Frau anzunehmen, wird er nach den Regeln des Adelsrechts als „nicht adeliger Namensträger“ eingestuft. Dagegen verliert die aus einer adligen Familie stammende Frau durch Heirat mit einem Nichtadligen die Zugehörigkeit zum Adel, nicht aber der Mann durch Heirat mit einer nichtadligen Frau. Entsprechend wird die Zugehörigkeit der Kinder zum Adel vom Stand des (ehelichen) Vaters bestimmt. Diese Regeln sind in den europäischen Ländern mit Monarchien nach wie vor gültig; in Deutschland haben sie heute nur noch intern vereinsrechtliche und keine öffentlich-rechtliche Bedeutung mehr. Sie stehen in Gegensatz zu geltenden namensrechtlichen Bestimmungen und werden zum Teil kritisiert, da sie fundamentalen Verfassungsgrundsätzen wie der Gleichberechtigung von Mann und Frau (Artikel 3 Absatz 2 GG) und der Gleichberechtigung ehelicher und nichtehelicher Kinder (Art. 6 Abs. 5 GG) widersprächen.

### Entwicklung und Beispiele
Seit dem Ende des Zweiten Weltkriegs unterliegt das Prinzip der Ebenbürtigkeit auch in den Familien des hohen Adels einem stetigen Erosionsprozess. Der politische Bedeutungsverlust der verbliebenen europäischen Monarchien und der Wandel der herrschenden gesellschaftlichen Anschauungen hatten eine stetig wachsende Zahl von Eheschließungen zwischen Angehörigen regierender Häuser und nichtstandesgemäßen, meist bürgerlichen Ehepartnern zur Folge. Dies gilt auch für Thronfolger. Bisweilen werden dafür noch hausgesetzliche Ausnahmegenehmigungen bemüht.
Allerdings haben sich auch die Rahmenbedingungen allmählich geändert: Das Erfordernis ebenbürtiger Eheschließungen war jahrhundertelang vor allem für Hochadelige eine Lästigkeit, da sie bei der Auswahl ihrer Ehepartner auf wenige Kandidat(inn)en beschränkt waren und meist arrangierte Ehen eingehen mussten, bei denen sie oft gänzlich Unbekannte als Lebenspartner(innen) akzeptieren mussten. Sie hatten ihr privates Glück den dynastischen Pflichten unterzuordnen. Zufällige Charaktereigenschaften entschieden dann darüber, ob die Ehe gut oder schlecht lief. Im letzteren Falle war es aber weitestgehend akzeptiert, dass zumindest die Männer sich für diesen Zwang dadurch schadlos halten konnten, dass sie ihr Liebesleben mit Mätressen auslebten. Ludwig XIV. hatte mit zwei seiner (vielen) Mätressen insgesamt zehn Kinder, August der Starke mit fünf seiner Mätressen acht Bastarde; bei vielen ihrer Kollegen oder Verwandten war es ähnlich. Hingegen wurden außereheliche Verhältnisse von Ehefrauen schon deshalb nicht geduldet (und oft streng geahndet, wie beim Skandal um den Tour de Nesle oder der Königsmarck-Affäre), weil die Legitimität der Dynastie in Frage stand.
Erstmals 1761 erhob der französische Schriftsteller und Philosoph Jean-Jacques Rousseau in seinem Erfolgsroman Julie oder Die neue Heloise die Forderung, dass nicht Pflicht, sondern Zuneigung die Grundlage eines gemeinsamen Lebens bilden sollte. Die beginnende Romantik übernahm diese Sichtweise, die sich im aufstrebenden Bürgertum noch durch Tendenzen des Pietismus verstärkte. Damit sollten auch Heiraten möglich werden, die zuvor von Standesschranken verhindert wurden, denn solche gab es nicht nur im Adel, sondern durchaus auch im Besitzbürgertum und sogar im Bauernstand, zwar nicht rechtlich, aber wirtschaftlich und mental. Gleichzeitig mit der Propagierung der Liebesheirat geriet die Mätressenwirtschaft in Verruf, bis hin zur oft heuchlerischen Prüderie des Viktorianischen Zeitalters. Seit dem 19. Jahrhundert sahen sich Könige und Fürsten also zunehmend bürgerlichen Moralvorstellungen unterworfen, die ihnen den Ausweg der Mätressenwirtschaft versperrten. Wurde die (oft ungeliebte) ebenbürtige Ehefrau früher nur benötigt, um legitime Erben zu zeugen und Repräsentationsaufgaben bei Hofe wahrzunehmen, während die Mätressen für Liebesleben und privates Amüsement zuständig waren, wurde nun plötzlich erwartet, dass der Fürst eine lebenslang treue, vorbildliche, gewissermaßen idealtypisch bürgerliche Ehe führte. Der preußische König Friedrich Wilhelm III. und seine Gemahlin Luise von Mecklenburg-Strelitz haben ihre Liebesehe im Sinne der Romantik geradezu stilisiert, während zeitgleich das spektakuläre Scheitern der Ehe des britischen Königs Georg IV. mit Caroline von Braunschweig-Wolfenbüttel für schlechte Presse sorgte. Auch Seitensprünge oder Mätressenwirtschaft sahen sich zunehmend dem vernichtenden Urteil von Massenmedien ausgesetzt. Das jahrzehntelang schlechte Image des damaligen britischen Thronfolgers Charles und seiner langjährigen Mätresse Camilla Parker-Bowles oder die Eskapaden des spanischen Königs Juan Carlos I. sind jüngere Beispiele dafür. In der Konsequenz führte dies zu dem Erfordernis, statt ebenbürtiger Konvenienz-Ehen möglichst funktionierende Liebesehen einzugehen. Dafür gibt es inzwischen zahlreiche Beispiele:
- Wurde die Ehe von Kronprinz Harald von Norwegen mit der bürgerlichen Sonja Haraldsen 1968 vom europäischen Hochadel noch boykottiert und erregte die Heirat des
- schwedischen Königs Carl XVI. Gustaf mit Silvia Sommerlath im Jahre 1976 noch großes Aufsehen, so ist die Wahl bürgerlicher Ehepartner in den Herrscherfamilien Europas um die Wende vom 20. zum 21. Jahrhundert längst von der Ausnahme zur Regel geworden. Während die spätere niederländische Königin Beatrix 1966, der spätere britische König Charles III. 1981, der spätere belgische König Philippe 1999 und Erbgroßherzog Guillaume von Luxemburg 2012 ihre Ehepartner aus dem niederen Adel wählten, folgten die Hochzeit der
- Prinzessin Astrid von Belgien mit Erzherzog Lorenz von Österreich-Este im Jahr 1984 und die Hochzeit des
- Erbprinzen Alois von Liechtenstein mit Sophie Prinzessin in Bayern im Jahre 1993 fast[11] als einzige noch dem strengen Prinzip der Ebenbürtigkeit innerhalb der Ersten Abteilung des Hochadels.

Auch unter den ehemals regierenden Herrscherhäusern sind Ehen mit Angehörigen der Ersten und der Zweiten Abteilung des Hochadels inzwischen selten geworden, kamen in der Vergangenheit aber noch vereinzelt vor. Beispiele sind die Hochzeit
- Stephan Prinz zur Lippes mit Maria Gräfin von Solms-Laubach im Jahr 1994 und die Hochzeiten
- Georg Habsburg-Lothringens mit Eilika Herzogin von Oldenburg im Jahr 1997,
- Manuel Prinz von Bayerns mit Anna Prinzessin zu Sayn-Wittgenstein-Berleburg im Jahr 2005,
- Georg Friedrich Prinz von Preußens mit Sophie Prinzessin von Isenburg im Jahr 2011 und
- Henri Prinz von Bourbon-Parma mit Erzherzogin Gabriella von Österreich (Enkelin von Großherzog Jean von Luxemburg und Urenkelin Kaiser Karl I.) im Jahr 2020.[12][13]

Dagegen heirateten in
- Luxemburg Großherzog Henri 1981 Maria Teresa Mestre
- Dänemark Kronprinz Frederik 2004 Mary Donaldson
- Spanien Kronprinz Felipe 2004 Letizia Ortiz Rocasolano
- Norwegen Kronprinz Haakon 2001 Mette-Marit Tjessem Høiby
- den Niederlanden Kronprinz Willem-Alexander 2002 Máxima Zorreguieta und
- Prinz Johan Friso 2004 Mabel Wisse Smit. Das letzte Beispiel ist insofern von Interesse, als es zum Ausschluss von der Thronfolge führte, weil das niederländische Parlament die Zustimmung zur Hochzeit verweigerte. Der Grund hierfür war jedoch nicht die bürgerliche Herkunft der Braut, sondern dass Mabel ihre frühere Beziehung zu einem Drogenhändler verschwiegen hatte. Das ist ein Hinweis darauf, dass für Eheschließungen in regierenden Fürstenhäusern das Prinzip bürgerlicher Moral das Ebenbürtigkeitsprinzip abgelöst hat. Dem entspricht z. B. auch die Vorschrift des Fürstlich Liechtensteinischen Hausgesetzes von 1993 (Art. 7 Abs. 2), wonach Einsprüche gegen eine Eheschließung nur möglich sind, wenn „die Eheschliessung  dem Ansehen, der Ehre oder der Wohlfahrt des Fürstlichen Hauses oder des Fürstentums Liechtenstein schadet.“
- Schweden Kronprinzessin Victoria 2010 Daniel Westling
- Großbritannien Charles, Prince of Wales (in zweiter Ehe) 2005 Camilla Parker Bowles und
- William, Duke of Cambridge 2011 Catherine „Kate“ Middleton
- Monaco Fürst Albert II. (Sohn der Grace Kelly) 2011 Charlene Wittstock.

## Übertragene Bedeutung
Nach dem Ende der Ständegesellschaft wird der Begriff „ebenbürtig“ im modernen Sprachgebrauch noch metaphorisch im Sinne von „gleichwertig“ verwendet.